# Алексеевское сельское поселение (Архангельская область)
Алексе́евское се́льское поселе́ние или муниципа́льное образова́ние «Алексе́евское» — муниципальное образование со статусом сельского поселения в Красноборском муниципальном районе Архангельской области.
Соответствует административно-территориальным единицам в Красноборском районе — Алексеевскому сельсовету и Новошинскому сельсовету (с центром в посёлке Комсомольский).
Административный центр — село Красноборск.

## География
Алексеевское сельское поселение находится на юге Красноборского района Архангельской области. Крупнейшие реки поселения: Северная Двина, Лябля, Евда.

## История
Муниципальное образование было образовано в 2006 году.
С 1924 год территория Алексеевского поселения входила в состав Красноборского района Северо-Двинской губернии РСФСР. В период 1931 по 1935 год, когда Красноборский район упразднялся, территория поселения относилась к Черевковскому району Северного края.

## Население
| 2010  | 2011  | 2012  | 2013  | 2014  | 2015  | 2016  | 2017  | 2018  |
| ----- | ----- | ----- | ----- | ----- | ----- | ----- | ----- | ----- |
| 6496  | ↘6474 | ↘6337 | ↘6235 | ↘6117 | ↘6055 | ↘5940 | ↘5813 | ↘5729 |
| 2019  | 2020  | 2021  | 2023  |       |       |       |       |       |
| ↘5688 | ↘5595 | ↘5196 | ↘4973 |       |       |       |       |       |

## Состав сельского поселения
В состав сельского поселения входят 50 населённых пунктов.
| №  | Населённый пункт   | Тип     | Население |
| -- | ------------------ | ------- | --------- |
| 1  | Алексеевская       | деревня | ↗84       |
| 2  | Бекетовская        | деревня | ↘5        |
| 3  | Берёзовка          | посёлок | ↘50       |
| 4  | Большая Пихтовица  | деревня | ↘0        |
| 5  | Волчий Ручей       | деревня | →0        |
| 6  | Ворлыгинская       | деревня | →0        |
| 7  | Глубокий Ручей     | деревня | ↘6        |
| 8  | Долгополовская     | деревня | ↘7        |
| 9  | Дом у Пилорамы     | хутор   | ↘2        |
| 10 | Дябрино            | посёлок | ↘374      |
| 11 | Ивлевская          | деревня | →0        |
| 12 | Калинка-Гридинская | деревня | ↗92       |
| 13 | Кичайкинская       | деревня | ↗82       |
| 14 | Козицинская        | деревня | ↘0        |
| 15 | Комсомольский      | посёлок | ↘207      |
| 16 | Кондратовская      | деревня | →0        |
| 17 | Коровинская        | деревня | ↘2        |
| 18 | Красноборск        | село    | ↘4015     |
| 19 | Куликовская        | деревня | →0        |
| 20 | Курбатовская       | деревня | →0        |
| 21 | Ляпуновская 1-я    | деревня | →0        |
| 22 | Ляпуновская 3-я    | деревня | ↘1        |
| 23 | Максимовская       | деревня | ↘12       |
| 24 | Максимовская       | деревня | ↗31       |
| 25 | Малая Пихтовица    | деревня | ↘2        |
| 26 | Мальчевская        | деревня | →0        |
| 27 | Мануиловская       | деревня | →58       |
| 28 | Мордановская       | деревня | ↗35       |
| 29 | Некрасовская       | деревня | →0        |
| 30 | Никулинская        | деревня | ↘1        |
| 31 | Новостройка        | деревня | ↘2        |
| 32 | Новошино           | деревня | ↘10       |
| 33 | Обчее              | деревня | →3        |
| 34 | Осташевская        | деревня | ↘1        |
| 35 | Погорелово         | деревня | →0        |
| 36 | Подберезная        | деревня | ↗46       |
| 37 | Проймачевская      | деревня | →4        |
| 38 | Пронинская         | деревня | ↘0        |
| 39 | Путятинская        | деревня | ↘2        |
| 40 | Радионовская       | деревня | ↗9        |
| 41 | Рассохинская       | деревня | ↘2        |
| 42 | Саулинская         | деревня | ↘1        |
| 43 | Семёновская        | деревня | ↗10       |
| 44 | Степановская       | деревня | ↗2        |
| 45 | Федотовская        | деревня | ↘2        |
| 46 | Ферма № 2          | деревня | ↗15       |
| 47 | Фроловская         | деревня | ↘441      |
| 48 | Чащинская 1-я      | деревня | ↘11       |
| 49 | Шадрино            | деревня | ↘6        |
| 50 | Якушино            | деревня | →0        |